# Félix Dupanloup
Félix Antoine Philibert Dupanloup, född 3 januari 1802, död 11 oktober 1878, var en fransk präst.
Dupanloup blev 1849 biskop av Orléans. Han var motståndare till den extrema ultramontanismen men drev för övrigt de klerikala maktanspråken med stor skärpa, bland annat i frågan om kyrkans inflytande över undervisningen. Trots att han annars biträdde de påvliga kraven på världslig makt, tillhörde han den opposition, som på Första Vatikankonciliet 1870 motsatte sig påvens ofelbarhetsförklaring. Han underkastade sig dock 1871. Samma år invaldes han i nationalförsamlingen och blev 1876 ständig senator. Dupanloup invaldes 1854 i Franska akademien, men utträdde 1875 i protest mot att fritänkaren Émile Littré blivit ledamot. Dupanloup var mycket intresserad av pedagogiska frågor och utgav flera skrifter om detta, såsom det mycket spridda arbetet De l'éducation (3 band, 1850-1862. 9:e upplagan 1872), vidare flera serier Lettres i olika ämnen, av vilka finns i svensk översättning Brev om uppfostran i hemmet (1853).